# Fenusa dohrnii
Fenusa dohrnii är en stekelart som först beskrevs av Peter Friedrich Ludwig Tischbein.  Fenusa dohrnii ingår i släktet Fenusa och familjen bladsteklar. Arten är reproducerande i Sverige. Inga underarter finns listade i Catalogue of Life.